# Municipio de Lincoln (condado de Sherman)
El municipio de Lincoln (en inglés: Lincoln Township) es un municipio ubicado en el condado de Sherman en el estado estadounidense de Kansas. En el año 2010 tenía una población de 92 habitantes y una densidad poblacional de 0,49 personas por km².

## Geografía
El municipio de Lincoln se encuentra ubicado en las coordenadas 39°19′2″N 101°53′4″O / 39.31722, -101.88444. Según la Oficina del Censo de los Estados Unidos, el municipio tiene una superficie total de 186.07 km², de la cual 186,01 km² corresponden a tierra firme y (0,03 %) 0,06 km² es agua.

## Demografía
Según el censo de 2010, había 92 personas residiendo en el municipio de Lincoln. La densidad de población era de 0,49 hab./km². De los 92 habitantes, el municipio de Lincoln estaba compuesto por el 95,65 % blancos, el 2,17 % eran afroamericanos, el 2,17 % eran de otras razas. Del total de la población el 14,13 % eran hispanos o latinos de cualquier raza.